# Warszawska Orkiestra Sentymentalna
Warszawska Orkiestra Sentymentalna – polski zespół wykonujący mniej znane przeboje międzywojenne i nie tylko, założony w 2015.

## Historia
Zespół zadebiutował na Festiwalu Muzyki Folkowej Polskiego Radia „Nowa Tradycja” w 2015, na którym zdobyła wyróżnienie za „stylowość wykonania”. W 2016, dzięki współpracy z radiową Dwójką, ukazał się debiutancki album Umówmy się na dziś. W maju 2017 płyta otrzymała trzecią nagrodę w konkursie na Folkowy Fonogram Roku w ramach festiwalu „Nowa Tradycja”. Płytę nagrodzili też internauci, przyznając jej Wirtualne Gęśle. W październiku 2017 grupa wydała swój drugi krążek Tańcz mój złoty, zaś w grudniu tego samego roku trzeci Śpiewnik kolędowy. Z okazji 100 rocznicy odzyskania niepodległości przez Polskę grupa wydała płytę Płyń Wisełko.
10 listopada 2018 Warszawska Orkiestra Sentymentalna wystąpiła przed trzydziestosiedmiotysięczną publicznością w Koncercie dla Niepodległej na Stadionie Narodowym, wykonując piosenkę Tylko we Lwowie z muzyką Henryka Warsa i słowami Emanuela Szlechtera.
Artyści sięgają do repertuaru przedwojennych rewii i kabaretów Warszawy. Wykonują m.in. piosenki: Adama Astona, Wiery Gran i Mieczysława Fogga.

## Dyskografia
- Umówmy się na dziś (2016)[7]
- Tańcz mój złoty (2017)[7]
- Śpiewnik kolędowy (2017)[7]
- Płyń Wisełko (2018)[7]